# Dziesiąte królestwo
Dziesiąte Królestwo (ang. The 10th Kingdom) – amerykański miniserial fantasy z 2000 roku w reżyserii Davida Carsona i Herberta Wise'a. Zdobył Nagrodę Emmy w kategorii Outstanding Main Title Design w 2000 roku.

## Fabuła
Serial skupia się na przygodach młodej dziewczyny – Virginii Lewis i jej ojca, którzy zostali przeniesieni przez magiczne lustro z Manhattanu do zaczarowanego świata, w którym wszystkie bajki są prawdziwe.

## Obsada
- Kimberly Williams – Virginia Lewis
- John Larroquette – Anthony "Tony" Lewis (ojciec Virginii)
- Scott Cohen – Wilk
- Dianne Wiest – Christine White (zła królowa)
- Daniel Lapaine – książę Wendell
- Rutger Hauer – Łowca
- Trolle:
  - Ed O’Neill – Relish (król Trolli)
  - Hugh O'Gorman – Burly
  - Dawnn Lewis – Blabberwort
  - Jeremiah Birkett – Bluebell
- Camryn Manheim – Śnieżka
- Ann-Margret – Kopciuszek
- Moira Lister – babcia Virginii
- Warwick Davis – Acorn Krasnolud
- Robert Hardy – kanclerz Griswold
- Peter Vaughan – Wilfred Peep